# Bengt Arweson
Bengt Emil Mattias Arweson, född 28 mars 1904 i Othem, Gotlands län, död 20 november 1984 i Gothem, Gotlands län, var en svensk fiskare och socialdemokratisk politiker.

## Biografi
Arweson var son till handlanden Mathias Arweson och Anna Landström. Han var sjöman 1921–1929 och fiskare 1929–1951. Arweson var ledamot av riksdagens andra kammare 1951–1970, invald i Gotlands läns valkrets. Han var ledamot av jordbruksutskottet, landstormsman, vice ordförande i kommunfullmäktige och kommunalnämnden i Dalhems kommun samt var ordförande i hälsovårdsnämnden.
Arweson gifte sig 1929 med Valborg Rosell (1908–2000), dotter till glasblåsaren Gustaf Rosell och hans hustru. Han var far till Lilly (född 1931) och Sven (född 1937). Makarna Arweson är begravda på Gothems kyrkogård.